# Giulietta Masina
Giulietta Anna Masina (San Giorgio di Piano, 22 februari 1921 – Rome, 23 maart 1994) was een Italiaanse actrice en de vrouw van filmregisseur Federico Fellini.
Giulietta Masina was de dochter van de vioolleraar Gaetano Masina en de lerares Anna Flavia Pasqualin. Ze was de jongste uit een gezin van vier kinderen. Giulietta volgde de middelbare school bij de zusters Ursulinen in Rome. Tijdens haar studie aan de universiteit ontwikkelde ze een voorliefde voor voordrachten. In 1942 kwam ze als actrice, danseres en zangeres bij de Compagnia del Teatro Comico Musicale, een theatergroep. Ze trad veel op in het universiteitstheater met komedies en operettes.
Op 30 oktober 1943 trouwde ze met Federico Fellini, die toentertijd nog zijn brood verdiende met het schrijven voor het satirische weekblad Marc’Aurelio.
Na de oorlog bleef ze nog enkele jaren optreden bij het universiteitstheater. In 1945/46 speelde ze samen met Marcello Mastroianni in het stuk Angelica.
In 1946 speelde ze haar eerste kleine filmrol in een film van Roberto Rossellini, Paisà, maar haar carrière nam pas een jaar later echt een aanvang met een rol in Senza Pietá, van Alberto Lattuada. Wereldberoemd werd Giulietta met een rol in La Strada uit 1954, waarbij ze een hoofdrol speelt naast Anthony Quinn en Richard Basehart. Fellini trad op als coregisseur van Lattuada, wiens vrouw Carla Del Poggio in dezelfde film ook een rol speelde.
In 1957 kreeg Giulietta een prijs voor de beste actrice in Cannes voor haar rol in Le Notte di Cabiria.
Van 1966 tot 1969 had ze veel succes met een radioprogramma Lettere a Giulietta Masina, in het Nederlands Brieven aan Giulietta Masina. Deze brieven werden later verzameld en in boekvorm uitgebracht.
Door velen werd zij gezien als Fellini’s artistieke wederhelft. In 1965 speelde zij in Giulietta degli spiriti. De film was een surrealistische kijk op het huwelijk, waarbij de hoofdpersoon Giulietta het overspel van haar man ontdekt en op eigen benen leert te staan. Daarna verschijnt ze pas in 1985 weer in een film van Fellini, samen met Marcello Mastroianni, nu in Ginger e Fred.
Giulietta stierf op 23 maart 1994 aan kanker, amper vijf maanden nadat haar man Federico Fellini was overleden.